# Známí neznámí
Známí neznámí (v anglickém originále Known Unknowns) je sedmá epizoda z šesté řady amerického lékařského dramatu Dr. House.
Tým se snaží diagnostikovat dospívající dívku, zatímco House je pryč na lékařské konferenci s Wilsonem a Cuddyovou. Na konferenci House zjistí něco o Cuddyové.

## Děj
Po divoké noci, je dospívající dívka jménem Jordana (Anna Attanasio) přivezena do nemocnice Princeton Plainsboro s velmi oteklými končetinami. Tým musí pracovat na diagnostice Jordany, která nemluví moc upřímně o tom, co se stalo v noci, kdy onemocněla. House má podezření, že trpí rhabdomyolýzou a že pád způsobil rozdrcené svaly, které uvolnily toxiny způsobující oteklé klouby. Ale CT nevykazuje žádné známky traumatu, takže House přiměje Jordanu, aby předstírala, že hraje na bicí. Její ruce jsou velmi slabé. House poznamenává, že její výsledky ukazují na nízký obsah draslíku a že rhabdo zvyšuje hladiny draslíku, což znamená, že její draslík musel být včera v noci extrémně nízký. To znamená, že nemohla vylézt po schodech, což znamená, že nedošlo k žádnému pádu. House říká, že její nízký obsah draslíku a rhabdo způsobuje něco jiného.
Mezitím Cuddyová, Wilson a House tráví víkend mimo nemocnici, aby se zúčastnili lékařské konference. Během párty ve stylu 80. let na kongresu House a Cuddyová tančí a mluví o své minulosti v Michiganu. Zmiňují se o tom, jak se poprvé setkali, a o noci, kdy spolu spali. House jí říká, že příští ráno se s ní chtěl vidět a zjistit co by z toho mohlo vzejít, ale zavolal mu děkan jeho první lékařské fakulty a řekl mu, že byl vyloučen. Poté už neviděl smysl v tom jít za ní. Cuddyová spěšně odešla a později mu dala prostřednictvím Wilsona vědět, že teď je matka a potřebuje někoho spolehlivého. Když House zase nabídne Cuddyové hlídání, zjistí, že chodí se soukromým vyšetřovatelem Lucasem Douglasem (Michael Weston) z páté série, který se stará o dceru Cuddyové.
Jordanina kamarádka, Phoebe, řekne Cameronové a Chasovi, co udělali předchozí noc, a uvedl, že pronásledovali tvůrce komiksů Jeffrey Keenera (Marcus Giamatti), včetně návštěvy restaurace v budově. Poukázání na jídlo způsobuje, že Foreman má podezření, že by mohla být bulimická, což by odpovídalo všem jejím příznakům, a tak Cameronová zahajuje léčbu výživovými doplňky a provádějí polykání barya, aby zkontrolovaly Mallory–Weiss syndrom. Test ale vylučuje bulimii. Během tohoto testu má srdeční tamponádu - krvácí kolem jejího srdce. Tým ji začíná podávat antiarytmika . House poznamenává, že vzhledem k tomu, že její krevní tlak poklesl během polykání barya, nemůže to být chronický stav. Foreman poznamenává, že to ve hře ponechává jen infekce a toxiny.
Jak se Jordanin stav zhoršuje, stává se neschopnou odlišit fakt od fikce. Foreman zjistí, že je to způsobeno krvácením do mozku, které ovlivňuje její thalamus a způsobuje tak lhaní. Phoebe řekne Foremanovi, že ví o všech místech, kam šli. Říká, že jediný čas, kdy nebyli spolu, bylo, když Jordana šla pro led. Phoebe se však probudila, až poté, co se Jordana vrátila, takže tým nemá ponětí, co Jordana opravdu dělala, ani na jak dlouho byla pryč. Záznamy z kamer ukazují, že byla pryč pouhých pět minut, a že po návratu držela Keenerův deník.
Cameronová a Chase jdou do Keenerova pokoje a požádají ho o svolení, aby prozkoumali jeho pokoj na toxiny, ale ten trvá na tom, že do jeho pokoje nikdy nedorazila. To způsobí, že Cameronová má podezření, že Jordana mohla být omámena flunitrazepamem a znásilněna Keenerem. Začínají ji podávat flumazenilem, aby snížili účinek.
Brzy začne krvácet do ledviny, takže jí Foreman podává krevní transfuze. Cameronová si všimne, že je to podobné toxické reakci, takže musí zjistit, co toxin způsobuje. Cameronová navrhuje, aby ji omámil amobarbitálem, aby potlačil její thalamus a lhaní. Začne ztrácet krev rychleji, než dokáže tým krev doplňovat. Online vyhledávání provedené Cameronovou ukazuje, že Keener cestuje se svým psem, takže se zahajují léčbu na rickettsii.
Na lékařské konferenci se Wilson cítí lítost poté, co provedl eutanazii u nevyléčitelně nemocného pacienta s rakovinou tím, že úmyslně řekl sekvenci pacientova PCA přístroje spolupracovníkovi natolik nahlas, aby pacient ji sám slyšel, což pacientovi umožnilo provést předávkování morfinem. Wilson plánuje promluvit o incidentu, ačkoli to může vážně poškodit jeho kariéru. Nicméně, House zdroguje Wilsona a projev přednese během kongresu pod jiným jménem (místo Gregory House nebo James Wilson, House používá jméno Phillip Perlmutter po celou lékařskou konferenci). Zatímco se o tom hádají, House má zjevení o stavu Jordany.
Ukázalo se, že je Jordana infikována bakteriemi Vibrio vulnificus z ústřicí, které Jordana měl předchozí noc. Má hemochromatózu, což jí dalo jedinečnou náchylnost k vibriím, což způsobilo její oteklé klouby. To však bylo přičítáno bulimii, takže dostala doplňky, které obsahovaly železo. Železo poškodilo její játra a způsobilo krvácení. To vedlo k více krevním transfuzím, což jí dalo více krve, což způsobilo ještě větší krvácení. Tým začne Jordaně podávat vysoké dávky ceftazidimu pro vibria a chelátu pro hemochromatózu. Jordana také připouští, že nikdy nedostala odvahu zaklepat na Keenerovy dveře, takže nechala jeho zápisník ležet na rohožce. Keener nikdy nelhal. Později Wilson také připouští, že bylo iracionální obětovat svou kariéru kvůli jeho lítosti a poděkoval Houseovi za to, že byl dobrým přítelem.
Ke konci epizody se Chase přizná Cameronové, že zabil diktátora Dibalu. Ta je z toho v šoku.

## Diagnózy

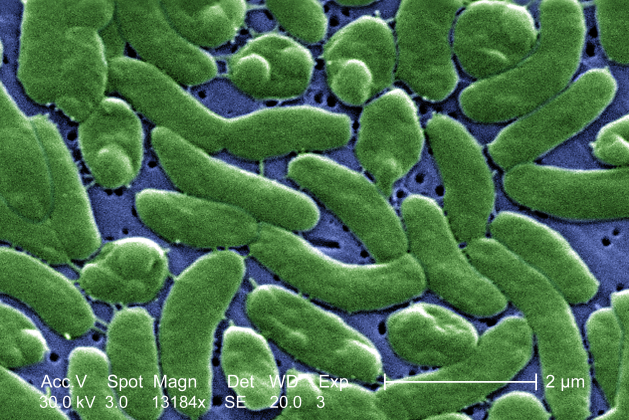
bakterie Vibrio vulnificus pod mikroskopem

- špatné diagnózy: Rhabdomyolýza, bulimie, otrava flunitrazepamem, onemocnění způsobené bakterií rickettsia
- správná diagnóza: Vibrio vulnificus a hemochromatóza

## Zajímavosti
Tato epizoda odhaluje, jak se House a Cuddyová poprvé setkali.

## Hudba
- Skladba hrající v pozadí v první scéně je Stadium Love od kapely Metric.
- The Safety Dance od Men without Hats je první píseň hraná na párty ve stylu 80. let.
- House a Cuddyová tančí na Time After Time od Cyndi Lauper na párty.
- Skladba Fuel od kapely kapely Metallica hraje na notebooku, když se House poprvé setká s pacientem ve snaze obnovit podmínky původních symptomů její nemoci.[2]

## Sledovanost
Tato epizoda byla nejsledovanější show v televizi Fox TV s 13,31 miliony diváků.